# Mlokánkovití

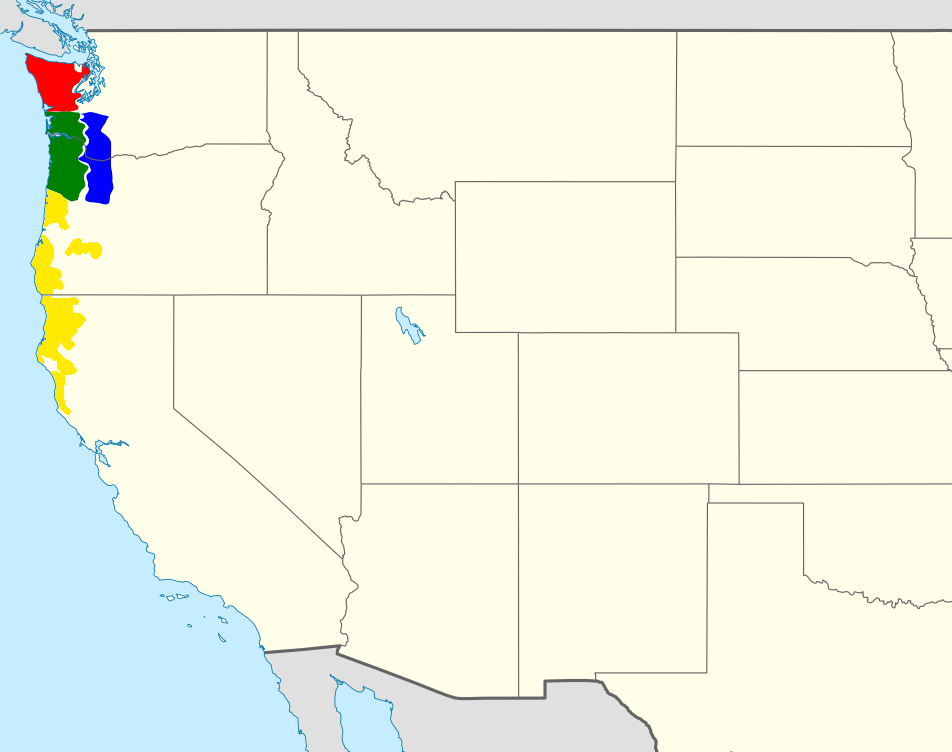
Rozšíření čeledě mlokánkovitých

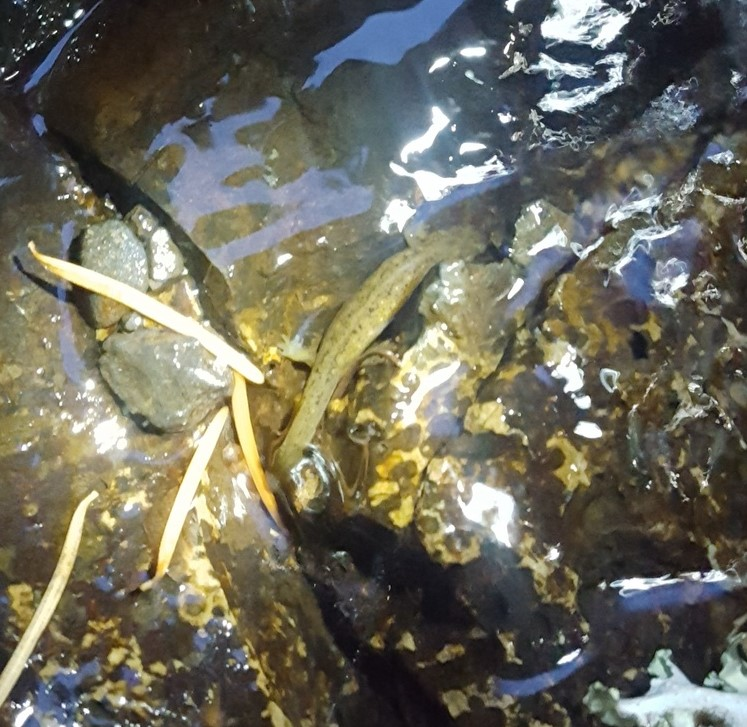
Mlokánek kaskádský

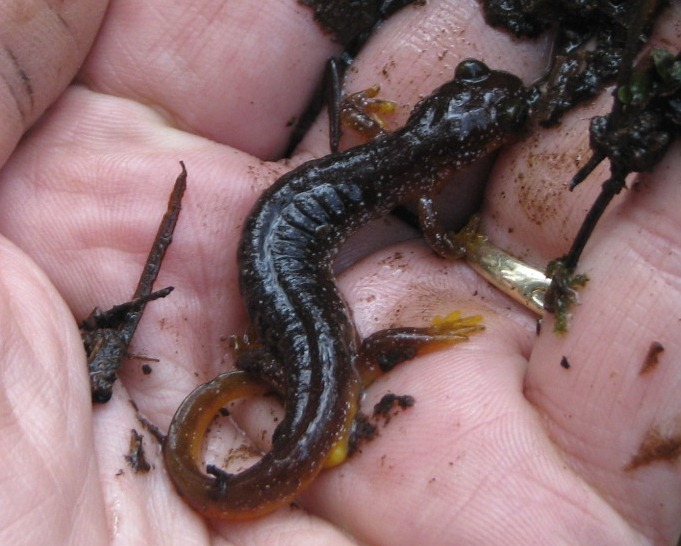
Mlokánek oregonský

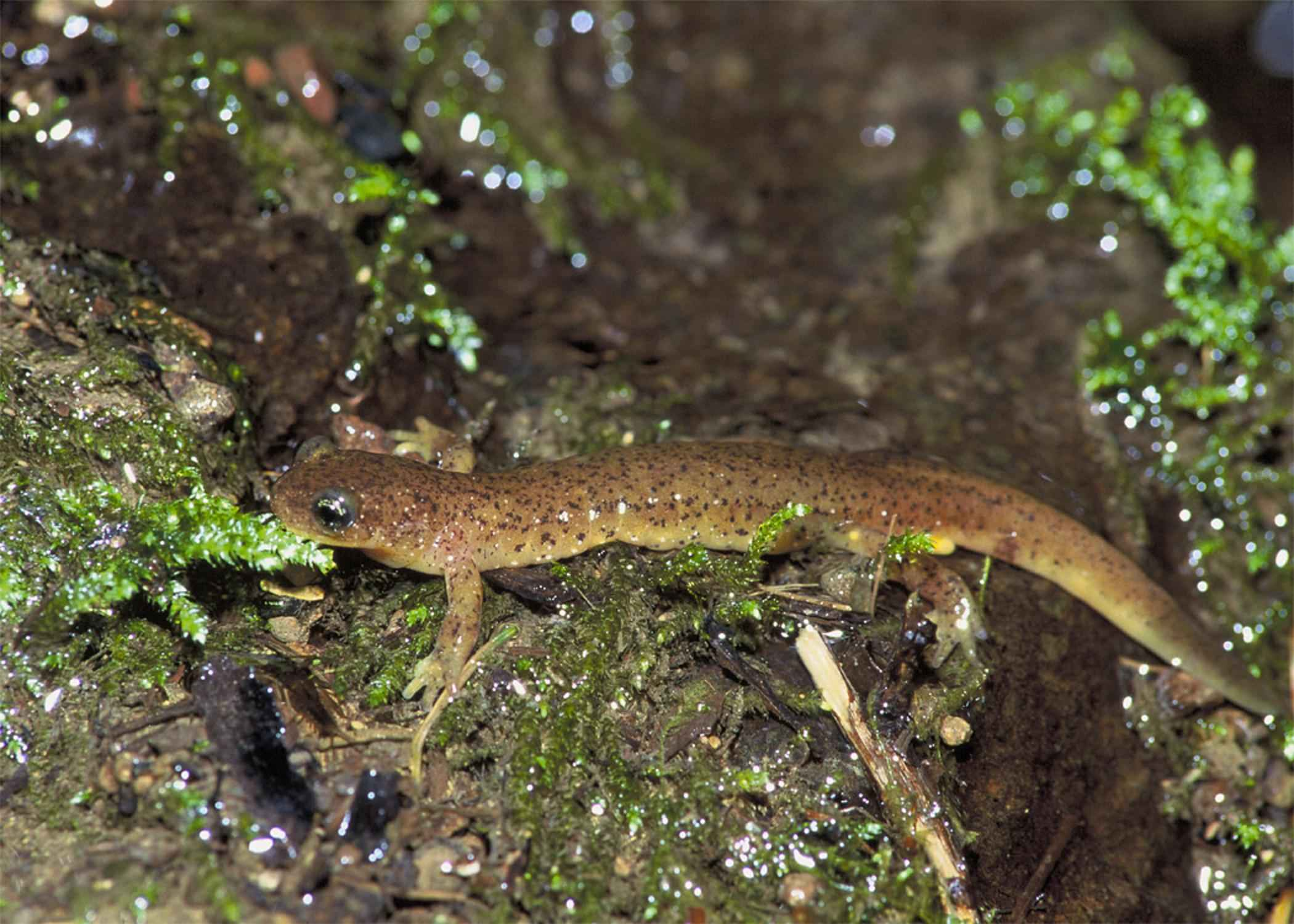
Mlokánek olympský

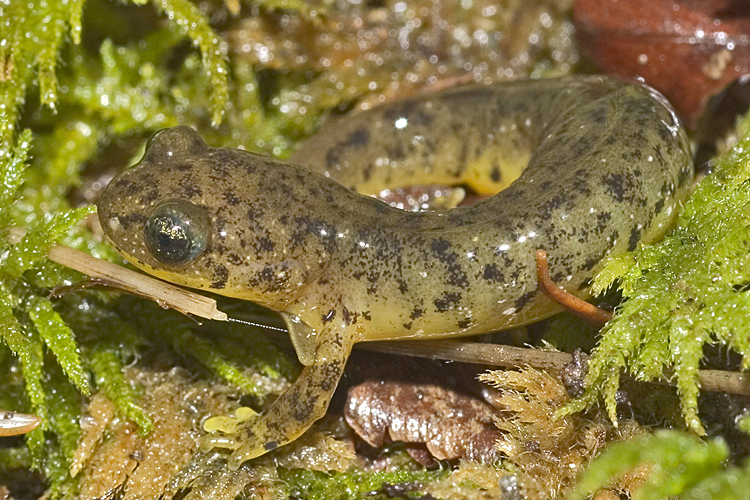
Mlokánek jižní

Mlokánkovití (Rhyacotritonidae) je monotypická čeleď tvořená jediným rodem skládajícím se ze čtyř druhů. Jsou to ocasatí, relativně drobní, endemičtí obojživelníci s redukovanými plícemi. Vyskytují se v chladných horských potocích na severozápadě Spojených států amerických.
Všechny druhy jsou si sobě vzhledově i chováním podobné. V minulosti byl rod tvořen pouze jediným druhem a patřil do čeledě axolotlovití (Ambystomatidae). V současnosti je po sekvenování DNA rozdělen do čtyř druhů a byla pro ně vytvořená vlastní čeleď. Mají diploidní počet chromozomů 26.

## Rozšíření
Geografické rozšíření mlokánků je omezeno na severozápad Spojených států, na oblast Kaskádové pohoří a tichooceánské Pobřežní pásmo, kde se vyskytují od severozápadní Kalifornie přes území Oregonu až po severozápad Washingtonu. Žijí obvykle do nadmořské výšky 1200 m n. m., na vlhkých územích s kulturou starých jehličnatých lesů, zejména na mechem obrostlém štěrku nebo v rozstřikových zónách padajícího vodního proudu. Nejčastěji se vyskytují do vzdálenosti okolo 1 m od břehů stálých horských potoků se zastíněnou, pomalu tekoucí, čistou chladnou vodou o teplotě 6 až 10 °C. Toto jsou také oblasti, ve kterých se i rozmnožují. Pouze během deštivých období lze jedince nalézt ve v delších vzdálenostech od potoků nebo průsaků.
Mimo doby lovecké aktivity nebo námluv přebývají pod kameny nebo dřívím podél břehů, zůstávají přitom v blízkém kontaktu s vodou nebo alespoň nasyceným substrátem. Častěji osídlují bystřiny tvořené čedičovým, vyvřelým podložím s kamenivem o hrubší frakci, vyhýbají se ale potokům s řečištěm s hlinitým nánosem. V nižších nadmořských výškách jsou mlokánci aktivní během celého roku, ve vyšších zimují v hlubší vodě u dna.
Čeleď mlokánkovití je rozšířena výhradně v pohořích na východě Spojených států. Výskyt jednotlivých druhů je popisováno takto:
- Mlokánek kaskádský (Rhyacotriton cascadae) Good & Wake, 1992

Výskyt je omezen na západní svahy Kaskádové pohoří, od hory Mount St. Helens v okrese Skamania ve státě Washington po okres Lane ve státě Oregon.
- Mlokánek oregonský (Rhyacotriton kezeri) Good & Wake, 1992

Obývá tichooceánské Pobřežní pásmo, jižně od okresu Grays Harbor ve státě Washington po okresy Tillamook, Yamhill a Polk ve státě Oregon.
- Mlokánek olympský (Rhyacotriton olympicus) Gaige, 1917

Žije v tichooceánském Pobřežním pásmu, obvykle v okresech Callam, Jefferson, Mason a Grays Harbor ve státě Washington.
- Mlokánek jižní (Rhyacotriton variegatus) Stebbins & Lowe, 1951

Tento druh přebývá v Pobřežním pásmu u Tichého oceánu, kde byl identifikován od severských okresů Tillamook a Yamhill v Oregonu až po okres Mendocino na severu Kalifornie.

## Popis
Jedná se o drobné živočichy, samci s krátkým ocasem dosahují délky asi 9,5 cm a samice měří v průměru 10 cm. Hlavy mají malé, kdežto oči jsou na tak drobného živočicha poměrně velké. Na svrchní straně těla jsou hnědí, více či méně černě skvrnití, kdežto spodní strana bývá jasně žlutá a mívá několik, až mnoho, černých skvrn. U živých jedinců mohou být patrné i různě zbarvené skvrny vyvolané chromatofory.
Plíce mají redukované, bývají velké jen do 7 mm, v dýchání si až ze 75 % pomáhají vlhkou kůží. Jsou proto citliví na suché prostředí, stejně jako na vyšší teplotu, zvýšená nad 28 °C již pro ně bývá smrtelná. Z toho důvodů se jen zřídka vydávají na osluněná místa vzdálená od vody. Nejsou teritoriální živočichové, jsou však poměrně usedlí, obvykle cestují jen do vzdálenosti několika metrů, dále jen v době námluv.
Živí se drobnými bezobratlými živočichy, které loví ve vlhkých zalesněných biotopech. Při ohrožení případným predátorem reagují mlokánci stočením těla a současným zvednutím a rozvlněním ocasu, na kterém vyúsťují jedové žlázy.

## Rozmnožování
Námluvy, při kterých samec projevuje svou náklonnost k samici, probíhají na zemi v blízkosti vody. K páření může docházet po celou letní sezonu, samice ale mívá za rok jednu snůšku, nejčastěji snáší vajíčka v květnu. Samec projevuje svůj zájem přibližováním, vylučováním feromonů a zřetelným vrtěním ocasem. Po opětovaném zájmu samicí položí samec spermatofor se spermiemi na zem a ten si následně samice vloží do kloaky, kde má ve spermatéce uložená vajíčka. Uvnitř těla oplodněná, asi 3 mm velká žlutobílá vajíčka, vloží samice jednotlivě do pomalu tekoucí vody, pod kameny nebo do štěrbin, kde nejsou připojená k sobě ani substrátu. Tím veškerá rodičovská péče o potomstvo končí.
Po 210 až 290 dnech se z vajíček vylíhnutou larvy, pulci. Jsou velcí do 15 mm, mají zploštělé tělo, čtyři páry krátkých žaberních štěrbin, dobře vyvinuté končetiny, malou ocasní ploutev a výrazné dorzálně umístěné oči, na hřbetu jsou tříslovitě hnědí a na břiše krémoví až žlutí. Následné larvální stadium trvá asi 3,5 roku a celé probíhá ve vodě. Po dokončení metamorfózy vylézají mloci již bez žáber a ploutví na souš, bývají velcí 33 až 44 mm. Délka líhnutí vajíček i vývoje pulců je zapříčiněná chladnou vodou. Za další rok, až rok a půl, života na souši pohlavně dospějí a mohou se rozmnožovat. Průměrná doba života dospělců je něco málo nad deset let.

## Ohrožení
Jednotlivé druhy jsou organizací IUCN považované za málo dotčené (LC) až téměř ohrožené (NT). Jsou hojnější na stanovištích se starými lesy, na místech s mladými porosty jsou poměrně vzácní. Nežijí v tocích se splavenou půdou, která se v nich objevuje jako doprovod těžby dřeva nebo zemědělského obdělávání blízkých pozemků.